# Пелагонийски регион
Пелагонийският регион (на македонска литературна норма: Пелагониски Регион) е един от осемте статистически района на Република Северна Македония.

## Местоположение
Пелагония е затворена от планината Баба с Пелистер (2,601 м), Илинска и Бушева планина на запад, Мокра планина с връх Солунска глава (2,540 м) на север, планини Бабуна, Селечка и Дрен на изток, Нидже с Каймакчалан (2,520 м) и държавната граница с Гърция в равнината Пелагония юг.

## Характеристика
В този район има голямо разнообразие от геолого-геоморфологични особености. Има равнини, проломи на долините на Черна река, планински върхове, пещери и типични денудационни видове в планините Пелистер, Бабуна и Селечка.

### Климат
Регион Пелагония има средна годишна температура от 11,2°C в Прилеп и Битоля и приблизително 8°C в Крушево и Пелистър на 1,200 m надморска височина. Средногодишното количество валежи е около 600 mm в равнината Пелагония и около 800 mm в Крушево.

### Реки и езера
В този регион има няколко хидрографски характеристики. По-специфични особености са източниците на река Черна. Освен река Черна има някои светли реки като Шемница и Блато и някои по-малки реки. Там са ледниковите езера Голямо и Мало езеро. Тези езера са на надморска височина над 2,200 м и са особено живописно украшение на планината. Водните ресурси в този регион се допълват от изкуственото натрупване в околностите на Битоля и езерото Прилеп.

### Флора и фауна
Особеност са дървесните широколистни букови и дъбови гори на Бушевата планина и комбинираните вечнозелени и широколистни видове на Пелистер и Нидже. Петигленият бор, наречен молика, е от особено значение за Пелистър. Има голямо разнообразие от вегетативни видове. Особено богата и разнообразна е дивата природа, представена от всякакъв вид голям и дребен дивеч, характерни за тези райони.

### Трафик връзки
Този регион е свързан с няколко други съседни региона. Основната пътна връзка е магистрала М4, свързваща Охрид-Битола-Прилеп-Велес. Тук се разделят пътищата от Битоля към Гърция, от Битоля през Демир Хисар към Кичево и Крушево, както и регионалните пътища Прилеп-Крушево и Прилеп-Брод-Кичево. Има и много местни пътища.
Най-големите градове от този регион:
- Битоля
- Крусево
- Прилеп